# Bagnomyszka górska
Bagnomyszka górska (Delanymys brooksi) – gatunek ssaka z podrodziny skałomyszy (Petromyscinae) w obrębie rodziny malgaszomyszowatych (Nesomyidae).

## Zasięg występowania
Bagnomyszka górska występuje w Wielkim Rowie Zachodnim na wschód od jeziora Kiwu w południowo-zachodniej Ugandzie, wschodniej Demokratycznej Republice Konga i zachodniej Rwandzie.

## Taksonomia
Gatunek po raz pierwszy zgodnie z zasadami nazewnictwa binominalnego opisał w 1962 roku brytyjski zoolog Robert William Hayman nadając mu nazwę Delanymys brooksi. Holotyp pochodził z bagien Echuya, w pobliżu Kanaby, w Kigezi, w Ugandzie. Jedyny przedstawiciel rodzaju bagnomyszka (Delanymys) który opisał w 1962 roku również Hayman oraz jedyny żyjący współcześnie przedstawiciel plemienia bagnomyszek (Delanymyini).
Autorzy Illustrated Checklist of the Mammals of the World uznają ten takson za gatunek monotypowy.

### Etymologia
- Delanymys: prof. Michael James Delany (ur. 1928), brytyjski zoolog, ekolog i entomolog; gr. μυς mus, μυος muos „mysz”[8][9].
- brooksi: Allan Cecil Brooks (1926–2000), kanadyjski biolog, nauczyciel oraz przyrodnik[10].

## Morfologia
Długość ciała (bez ogona) 50–63 mm, długość ogona 87–111 mm, długość ucha 9–13 mm, długość tylnej stopy 17–20 mm; masa ciała 8–7 g. 